# Aplochlora pseudossa
Aplochlora pseudossa là một loài bướm đêm trong họ Geometridae.